# فنی-۱
فنی-۱ (به لاتین: Feni-1) یک منطقهٔ مسکونی در بنگلادش است که در ناحیه فنی واقع شده‌است.